# Limite de Greisen-Zatsépine-Kouzmine

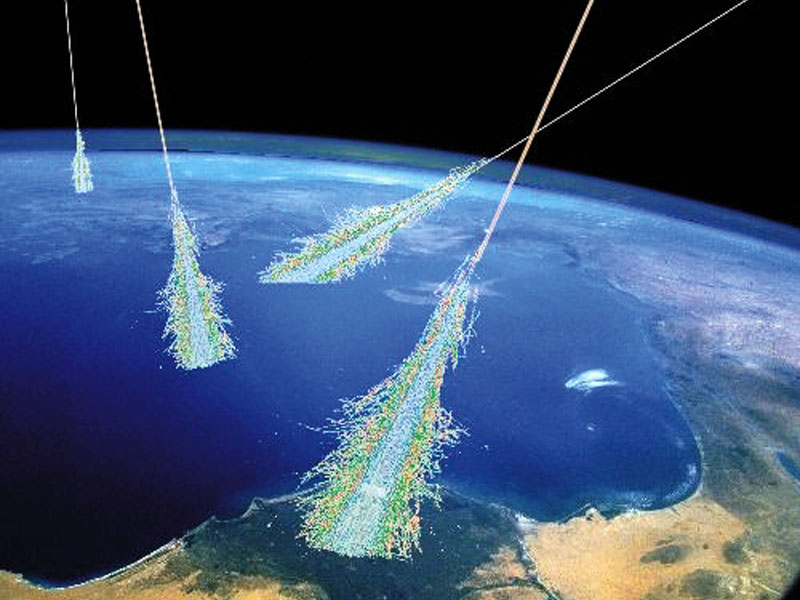
Des gerbes atmosphériques de rayons cosmiques de très haute énergie.

La limite de Greisen-Zatsépine-Kouzmine (ou limite GZK, en anglais GZK limit ou GZK cutoff) est une limite théorique supérieure de l'énergie des rayons cosmiques provenant de sources distantes (au-delà de notre galaxie, la Voie lactée). En d'autres termes, on ne devrait pas observer sur Terre de rayons cosmiques avec une énergie supérieure à cette limite. En réalité, des dépassements de cette limite théorique ont bien été observés. Cette anomalie encore inexpliquée, fait l'objet de recherches.

## Explication
La limite GZK fut calculée en 1966 par Kenneth Greisen, Vadim Kouzmine et Guéorgui Zatsépine, d'après les interactions prévues entre un rayon cosmique et les photons issus du fond diffus cosmologique. D'après ces calculs, les rayons cosmiques d'une énergie supérieure à 5 × 1019 eV interagiraient avec ces photons, et produiraient des pions, résultant de l'une des deux réactions possibles suivantes :
{\displaystyle \gamma +p\rightarrow \Delta ^{+}\rightarrow p+\pi ^{0}}
ou
{\displaystyle \gamma +p\rightarrow \Delta ^{+}\rightarrow n+\pi ^{+}}
où :
- {\displaystyle \gamma } désigne un photon du fonds diffus cosmologique,
- {\displaystyle p} un proton qui est le "rayon cosmique" sous sa forme initiale,
- {\displaystyle \Delta }+ une particule intermédiaire appelée baryon delta, qui se désintègre en :
  - soit un proton {\displaystyle p} et un pion neutre {\displaystyle \pi }0,
  - soit un neutron {\displaystyle n} et un pion positif {\displaystyle \pi }+.

Cette création de pions se traduirait par une perte d’énergie du proton originel et ces interactions se produiraient tant que l'énergie des rayons cosmiques dépasserait cette limite. Ceci implique que des rayons d'origine lointaine (c'est-à-dire en dehors de notre galaxie) observés depuis la Terre ne peuvent jamais dépasser ce niveau d'énergie. À cause du libre parcours moyen associé à ces interactions, des rayons cosmiques provenant de distances plus grandes que 50 mégaparsecs (163 millions d'années-lumière) ne devraient jamais atteindre la Terre. De plus, aucune source proche n'a été identifiée comme susceptible de produire des rayons cosmiques de si haute énergie.

## Observations
En juillet 2007, durant la trentième conférence internationale sur les rayons cosmique, à Mérida, au Yucatán (Mexique), l'expérience High Resolution Fly's Eye Cosmic Ray Detector (HiRes) et l'Observatoire Pierre Auger présentèrent leurs résultats sur les rayons cosmiques de très haute énergie. HiRes a observé une chute du spectre en énergie des rayons cosmiques précisément à l'énergie prédite, observant seulement 13 détections avec une énergie plus grande que la limite, alors qu'on en attendait 43 en l'absence de limite. De même, l'Observatoire Pierre Auger n'a enregistré que deux détections interprétées comme venant de noyaux plus lourds, alors qu'on en attendait 30 en l'absence de limite GZK.
En novembre 2007, les chercheurs de l'observatoire Pierre Auger annoncèrent disposer d'observations montrant que les rayons cosmiques d'ultra-haute énergie provenant de noyaux actifs de galaxie, dont le centre est composé d'un trou noir supermassif dans lequel de la matière tombe en spiralant.
Les données de la collaboration AUGER confirment ainsi l'existence de la limite GZK. Mais Luis Gonzalez-Mestres, chercheur au CNRS, a fait remarquer que les conséquences de l'existence de cette limite pour la relativité restreinte et les modèles sur la violation de la symétrie de Lorentz dépendent énormément de la composition des rayons cosmiques de ultra-haute énergie.
D'après l'analyse de la collaboration AUGER, les rayons cosmiques d'énergie supérieure à 6 × 1019 eV semblent être principalement des protons. Un point de vue alternatif a été proposé par Daniele Fargion qui suggère que ces rayons sont principalement des noyaux légers : hélium, béryllium, bore, carbone, oxygène. Le problème de la limite GZK reste donc encore partiellement irrésolu.

## Paradoxe
L'existence de rayonnements au-delà de la coupure GZK est un paradoxe connu sous le nom du « paradoxe GZK » ou « paradoxe du rayon cosmique ». Un flux trop important de particules au-delà de la coupure GZK contredit certains points de la relativité restreinte et de la physique des particules telles que nous les connaissons aujourd'hui. Cependant, l'observation de particules au-delà de la coupure n'est pas en désaccord avec les modèles actuels. En effet, la limite GZK stipule simplement que des particules de plus de 5 × 1019 eV ne peuvent avoir parcouru plus de 50 mégaparsecs avant d'arriver jusqu'à la Terre sans se désintégrer lors de leur propagation. Cette limite ne s'applique donc qu'aux sources distantes, et il est possible que les rayons observés aient été émis à l'intérieur de notre propre galaxie. Dans ce cas, une signature spatiale localisée devrait être détectée. Une autre approche suggère que des particules à haute énergie, les neutrinos, créeraient les rayons observés par leur interaction.
En 2004, des observations par l'Akeno Giant Air Shower Array (AGASA) ont révélé l'existence d'un flux de rayons cosmiques d'énergie supérieure à cette limite. Nombre de théories exotiques avaient alors été proposées pour expliquer ces observations, la plus remarquable est probablement celle de la relativité doublement restreinte. Cependant il semblerait que la mesure effectuée par AGASA recèle des sources d'erreurs puisque les dernières observations réalisées par de nouvelles expériences ne confirme pas l'existence d'un tel flux au-delà de la coupure GZK,.